# Estação Raiz da Serra
A Estação Raiz da Serra foi uma estação ferroviária pertencente à Estrada de Ferro Santos-Jundiaí. O prédio original foi construído em 1867 pela São Paulo Railway Company, já que desse ponto em diante os trens da ferrovia tinham que atravessar um trecho de 7,5 km em meio à Serra do Mar, com uma inclinação de 10º (dez graus), conhecido como "serra-velha", que requeria uma troca de trens.
A estação está localizada na altura do km 22 da EFSJ, no bairro Jardim São Marcos do município de Cubatão, na Baixada Santista.
Em 2004, a estação foi reformada pela MRS, mas como o prédio não recebe mais passageiros e os trens cargueiros vindos de Santos passam direto por ela rumo à Serra do Mourão (subdivisão da Serra do Mar), encontra-se atualmente sem uso e em estado deteriorado.

## Histórico

### Trem funicular da Serra-velha
O funicular da Serra do Mar foi construído originalmente no trecho hoje conhecido como "serra-velha". Ao contrário do sistema utilizado na via duplicada da "serra-nova", atualmente abandonada, o sistema do trecho original operava em via singela, onde maquinas a vapor, instaladas em 4 patamares diferentes ao longo da Serra do Mar, puxavam por meio de cabos de aço as locomotivas sem tração chamadas de Serrabreques, que possuíam uma capacidade de carga para até 60 toneladas.
Antes do sistema de cremalheira ser implementado, os passageiros que vinham de São Paulo tinham que desembarcar do trem de subúrbio em Paranapiacaba, e embarcar em uma Serrabreque (posteriormente substituída por uma automotriz), própria do sistema funicular. Ao chegar em cada um dos 4 patamares da via, a composição tinha que ser desengatada do cabo da sessão inicial e engatar no cabo da sessão seguinte, até chegar na estação Raiz da Serra, já que o funicular da serra-velha, ao contrário do seu sucessor, não possuía um cabo contínuo. Ao chegar na estação Raiz da Serra, os passageiros tinham que desembarcar novamente da composição e esperar na estação por outro trem de subúrbio para continuar a viagem em direção à Estação Valongo, na cidade de Santos.
Devido ao aumento da demanda, limitações de carregamento do sistema e estado de conservação da via, o sistema de cabos de aço foi desativado em 1970, sendo substituído quatro anos depois pelo atual sistema de cremalheira, mais moderno e seguro, encerrando a operação na estação, uma vez que a viagem deixou de precisar de uma troca de locomotivas nela. 
Não se sabe por quanto tempo a ferrovia da serra-velha operou com o serviço de passageiros, já que o funicular da serra-nova, construído posteriormente, passou a receber os trens de passageiros, até ser desativado definitivamente em 1976. O novo sistema encontra-se abandonado desde então.

### Sistema de cremalheira
Após a implementação do sistema de cremalheira, locomotivas elétricas tomaram o lugar das antigas Serrabreques. Inicialmente, a empresa utilizou locomotivas para cremalheira fabricadas pela japonesa Hitachi, que foram substituídas em sequência pela MRS Logística, administradora da estação e da ferrovia, por locomotivas suíças de carga Stadler He 4/4 (apelidadas de "Rolex" pelos maquinistas da empresa por cada uma ter custado mais de 8 milhões de francos suíços).
O sistema atual da ferrovia funciona por meio de uma cremalheira "dentada" do tipo Abt, que serve para auxiliar a distribuição de potência da locomotiva e aumentar a aderência das rodas aos trilhos, já que a ferrovia tem uma inclinação de até 10% em alguns trechos, em que a cada 100 metros percorridos pela via a composição sobe 10 metros. 

## Diagrama da estação

Funcionamento do pinhão e da cremalheira.

|  | ↓ a ↓ |

|  | ↓ b ↓ |

|  | ↕ c ↕ |

|  | ↓ d ↓ |

| 1 |

|  | ↓ a ↓ |

|  | ↓ b ↓ |

|  | ↕ c ↕ |

|  | ↓ d ↓ |

| 1 |

|  | ↓ a ↓ |

|  | ↓ b ↓ |

|  | ↕ c ↕ |

|  | ↓ d ↓ |

| 1 |

|  | ↓ a ↓ |

|  | ↓ b ↓ |

|  | ↕ c ↕ |

|  | ↓ d ↓ |

| 1 |